# برونو انجلوا
برونو انجلوا (بالإنجليزية: Bruno Langlois)‏ (و. 1979  م) هو راكب دراجة هوائية كندي، ولد في ماتان، كيبك.

## روابط خارجية
- برونو انجلوا على موقع الاتحاد الدولي للدراجات (الإنجليزية)
- برونو انجلوا على موقع أرشيف الدراجات (الإنجليزية)
- برونو انجلوا على موقع إحصائيات الدراجات الإحترافية (الإنجليزية)
- برونو انجلوا على موقع نسبة الدراجات (الإنجليزية)